# R1SE
R1SE(Run No.1 Sun Energy)는 중국의 음악 그룹이다. 2019년 1st Single 《R.1.S.E》로 데뷔했고 2021년 해체했다.

## 방송
- 창조영 2019 (2019)

## 음반
- R.1.S.E (2019)
- 就要掷地有声的炸裂 (2019)
- 炸裂狂想曲 (2019)
- 曜为名 (2020)
- 我们,破晓星辰 (2021)